# 刺天茄
刺天茄（学名：Solanum indicum），为茄科茄属下的一个植物种，原產馬達加斯加。

## 扩展阅读
- eFloras, Chinese Plant Names: Solanum violaceum Ortega (刺天茄 ci tian qie) （页面存档备份，存于）

[在维基数据编辑]
 《植物名實圖考·刺天茄》，出自吳其濬《植物名實圖考》